# 教派分裂
教派分裂（英語：Schism），也称宗教分裂，是指一个宗教或教派之中，因为信徒之间發生理念或教義理解上的分歧，而互相分裂、或分離出不同團體，尤其是原先為單一宗教團體的分裂。在佛教、基督教、伊斯兰教等世界各大宗教，都有出现不同程度的分裂。

## 佛教
釋迦牟尼佛涅槃一百年左右，佛教僧團發生了根本分裂，分為上座部與大眾部，慢慢演變成今日的南傳佛教與大乘佛教。

## 基督宗教
基督教史上出现过两次大规模的宗派分裂：第一次為11世纪發生的東西教會大分裂，導致教會分成罗马公教（天主教）与东方正教（東正教）；第二次為16世纪發生的宗教改革，導致罗马公教分裂出新教。此外，羅馬公教在14世紀至15世紀還經歷過「亞維儂分裂」，但最終沒有對其造成永久性的分裂。
此外，基督教術語中的「異端」，也可視為教派分裂的一種類型；例如5世紀聶斯脫里主義在以弗所公會議上被認定為異端，而從主流教會分離為「東方教會」（聶斯脫里派教會）。

## 伊斯兰教
伊斯兰教在7世紀分裂为遜尼派及什葉派，這兩派也是伊斯蘭教派中，人數較多的二個教派，其主要差異在於對於穆罕默德继任者的不同意見，以及以因產生的一些相關政治議題，以及伊斯蘭神學和教法學上的差異。。